# Spider-Man 2099
Spider-Man 2099 és una sèrie de còmics creada el 1992 pel guionista Peter David i el dibuixant Rick Leonardi per a l'editorial nord-americana Marvel Comics.
Ambientada l'any 2099, el que llavors era "el futur oficial de l'Univers Marvel" i ara es coneix com Terra 928, es narra com Miguel O'hara un jove científic de Nova York, amb ascendència mexicana i irlandesa, adopta la identitat secreta d'Spiderman després d'obtenir accidentalment poders sobrehumans.
Amb estètica i temes extrets del subgènere de ciència-ficció cyberpunk, es presenta una distopia en la qual les grans empreses multinacionals exerceixen més control i poder que els propis governs i no hi ha ni herois ni villans amb súper-poders.

## Guió
Miguel O'Hara és un jove científic d'origen mexicà que treballa per a la corporació Alchemax en un projecte per crear éssers humans millorats genèticament, inspirant-se en les habilitats de l'Spiderman del segle xx. Malgrat la seva oposició a realitzar proves en humans en una fase tan primerenca de les seves investigacions, l'empresa el pressiona perquè demostri els seus avanços amb un voluntari, un reu condemnat a 40 anys de presó. Tal com temia Miguel, el pres es transforma en un ésser deforme que, encara que tot i posseir una gran força, mor instants després que la seva estructura genètica hagi estat alterada. Després d'aquest fet, Miguel presenta la dimissió davant el seu cap, Tyler Stone. Aquest l'intenta persuadir, intoxicant-lo amb Rapture sense que ho sàpiga. Així, Stone li fa saber que des d'aquest moment és addicte a aquesta substància, i que la seva corporació és l'única distribuïdora legal de la mateixa, per la qual cosa hauria de reconsiderar la seva idea d'anar-se'n. En un intent de lliurar-se de l'addicció a la droga, Miguel es cola a la nit en el seu laboratori per modificar la seva estructura genètica i eliminar el Rapture del seu organisme. Llavors, Aaron Prim, un col·lega de laboratori, envejós del seu treball i fart dels ultratges als quals el sotmetia Miguel, altera els paràmetres de l'ADN que havia introduït i els barreja amb l'ADN del projecte per crear súper humans amb poders similars a l'Spiderman. A l'ésser manipulat el sistema, té lloc una explosió i d'entre el fum sorgeix Miguel lluint unes urpes i uns ullals amenaçadors. Aaron, pres pel pànic, comença a disparar, causant una altra explosió, aquesta vegada més gran. La força d'aquesta el llança al buit i tot i que Miguel li agafa a l'últim instant, no pot evitar que caigui. Miguel aconsegueix fugir de les forces de l'ordre ("L'Ull Públic") gràcies a les seves noves habilitats i l'ajuda d'un admirador de Thor, que li proporciona un tros de tela que li permet planejar.
Ja a casa seva, gràcies a la seva visió millorada, pot veure com s'acosta al seu pis Venture, un cyborg contractat per Alchemax per investigar els fets al laboratori. Tement que pugui arribar fins a casa i esbrinar que va estar implicat en l'explosió de laboratori, Miguel s'enfunda l'única roba que no pot trencar amb les seves arpes, una disfressa del Dia de Morts de Mèxic, i adhereix el tros de tela que li va lliurar el thorita a la seva esquena. D'aquesta manera, s'enfronta a Venture lluny de casa per protegir la seva identitat. Es desencadena una baralla per tota la ciutat mentre Miguel va desenvolupant les seves habilitats i descobrint-ne de noves, com que els seus avantbraços poden generar i llançar teranyines.
Tot i que la batalla es decanta a favor de Miguel, aquest es troba ara perseguit per "L'Ull Públic", investigat per Alchemax i amb la seva vida destrossada. Intentarà arreglar la situació i venjar-se de Tyler Stone i Alchemax, adoptant el paper de l'Spiderman en aquesta època.
Miguel passa per diverses aventures, entre aquestes retrobar-se amb el seu germà Gabriel O'Shea, salvar en un parell d'ocasions la Terra 616 i descobrir que Tyler Stone és el seu veritable pare, que la seva mare va tenir relacions amb ell abans de casar-se, però que es va quedar amb Miguel com un O'Shea i no com Stone. I seu accident/origen de Spiderman 2099 no tenia sentit ja que va descobrir que Stone el va enganyar amb droga falsa perquè cregués que era addicte a ella.
A més, obté un programa intel·ligent que l'anomena Lyla, amb aspecte de dona. Aquest programa l'ajuda a canviar de vestit amb tecnologia hologràfica perquè sembli normal ja que ja no es pot treure el seu vestit.
Després del canvi destructor d'Age of Ultron, Tyler Stone desapareix atès que el seu pare, Tiberius Stone anava a morir al 2013, destruint Tyler i per conseqüent, aviat a Miguel. Miguel viatja al passat-present a la Terra 616. A l'intentar protegir Stone avi, Miguel es troba amb The Superior Spiderman, qui busca destruir Stone avi i tots dos lluiten fins que Tiberius activa un detonador de spider-sense deixant feble a Otto i Miguel portant-se a Tiberius. Miguel intenta canviar la seva història quan s'assabenta que Horizon Lab 's explotarà i es convertirà en la malvada Alchemax, però Superior Spiderman es imterpone i la història segueix igual. Tyler es recupera en el futur i destrueix la màquina del temps deixant atrapat a Miquel a l'Era Heroica.

## Edicions recollides

### Volum 1 (1992-1996)
| Títol                                           | Material recollit | Any             | ISBN           |
| ----------------------------------------------- | --- | --------------- | -------------- |
| Spider-Man 2099 Volum 1                         | Spider-Man 2099 Vol. 1 #1–10                                                                                                 | Maig de 2009    | 978-0785139645 |
| Spider-Man 2099 Volum 2                         | Spider-Man 2099 Vol. 1 #11–14, Annual 1, material de 2099 Unlimited #1–3                                                     | Octubre de 2013 | 978-0785185376 |
| Spider-Man 2099 Volum 3: The Fall of the Hammer | Spider-Man 2099 Vol. 1 #15–22, Ravage 2099 #15, X-Men 2099 #5, Doom 2099 #14, Punisher 2099 #13                              | Febrer de 2015  | 978-0785193029 |
| Spider-Man 2099 Volum 4                         | Spider-Man 2099 Vol. 1 #23–33, material de 2099 Unlimited #8                                                                 | Maig de 2017    | 978-1302904746 |
| Spider-Man 2099 vs. Venom 2099                  | Spider-Man 2099 Vol. 1 #34–38, Spider-Man 2099 Special, Spider-Man 2099 Meets Spider-Man, material from 2099 Unlimited #9–10 | Abril de 2019   | 978-1302916213 |

### Volum 2 (2014-2015)
| Títol                                        | Material recollit | Any            | ISBN           |
| -------------------------------------------- | --- | -------------- | -------------- |
| Spider-Man 2099 Volume 1: Out of Time        | Spider-Man 2099 Vol. 2 #1–5, material from Amazing Spider-Man Vol. 3 #1 | Febrer de 2015 | 978-0785139645 |
| Amazing Spider-Man: Spider-Verse (tapa dura) | Spider-Man 2099 Vol. 2 #6–8, Amazing Spider-Man Vol. 3 #7–15, Superior Spider-Man #32, 33, Free Comic Book Day 2014: Guardians of the Galaxy, Spider-Verse #1, Spider-Verse Team-Up #1–3, Edge of Spider-Verse #1–4, Scarlet Spiders #1–3, Spider-Woman #1–3, Spider-Ham: Pig Time | Abril de 2015  | 978-0785190356 |
| Spider-Man 2099 Volume 2: Spider-Verse       | Spider-Man 2099 Vol. 2 #6-12 | Juliol de 2015 | 978-0785190806 |

### Volum 3 (2015-2017)
| Títol                                                | Material recollit                                                         | Any                    | ISBN           |
| ---------------------------------------------------- | ------------------------------------------------------------------------- | ---------------------- | -------------- |
| Spider-Man 2099 Volume 3: Smack to the Future        | Spider-Man 2099 Vol. 3 #1-5, Amazing Spider-Man 1 (Spider-Man 2099 story) | 10 de miag de 2016     | 978-0785199632 |
| Spider-Man 2099 Volume 4: Gods and Women             | Spider-Man 2099 Vol. 3 #6-10                                              | 9 d'agost de 2016      | 978-0785199649 |
| Spider-Man 2099 Volume 5: Civil War II               | Spider-Man 2099 Vol. 3 #11-16                                             | 31 de gener de 2017    | 978-1302902810 |
| Spider-Man 2099 Volume 6: Apocalypse Soon            | Spider-Man 2099 Vol. 3 #17-21                                             | 21 de setembre de 2017 | 978-1302902827 |
| Spider-Man 2099 Volume 7: Back to the Future, Shock! | Spider-Man 2099 Vol. 3 #22-25, Spider-Man 2099 Meets Spider-Man           | 10 d'octubre de 2017   | 978-1302905200 |